# Afișaj electronic

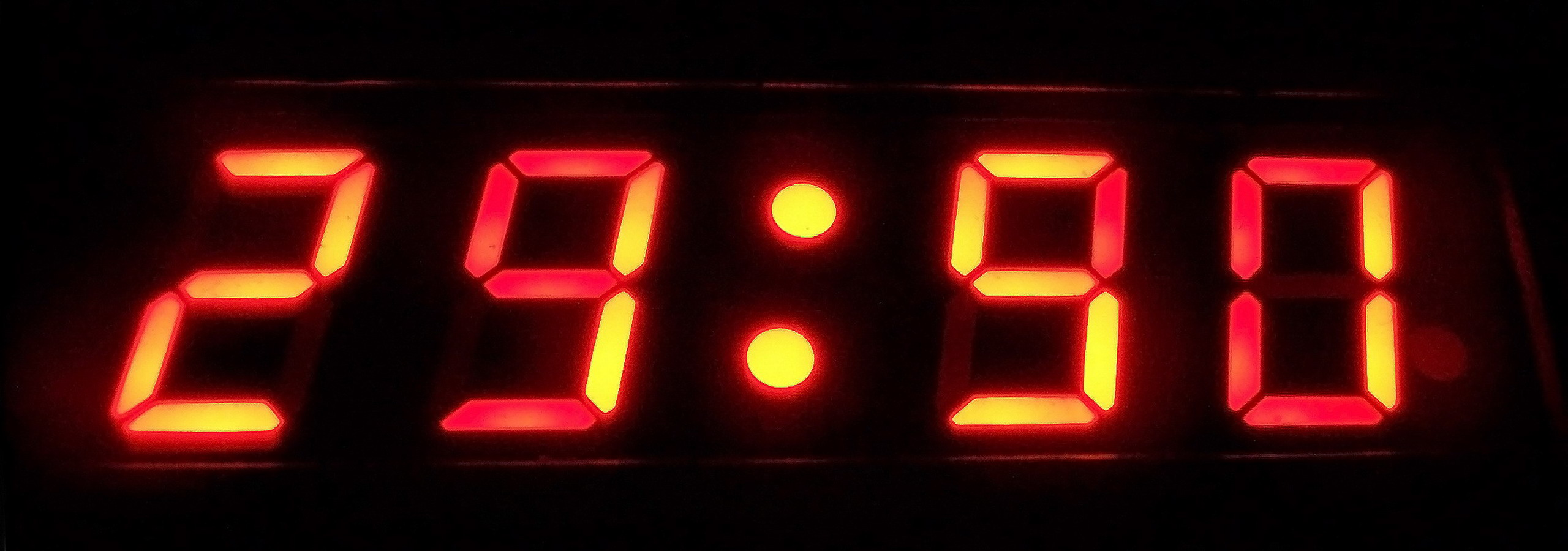
Ceas digital afișând numere schimbătoare.

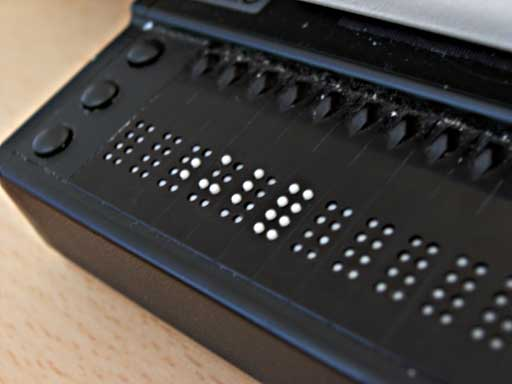
Afișaj Braille actualizabil

Un afișaj electronic este un dispozitiv de ieșire pentru prezentarea informațiilor în formă vizuală sau tactilă (acesta din urmă este utilizat de exemplu în afișajele tactile electronice pentru nevăzători). Când informațiile de intrare furnizate au un semnal electric, afișajul se numește afișaj electronic.
Aplicațiile obișnuite pentru afișajele vizuale electronice sunt televizoarele sau monitoarele de computer.